# Нижняя Верея
Нижняя Верея — село в составе городского округа город Выкса Нижегородской области, входящее в административно-территориальное образование рабочий посёлок Шиморское.

## География
Село расположено в 15 км на юго-запад от города Выкса.

## История
Деревня Нижняя Верея образовалась в конце XVIII столетия из переселенцев села Степанькова. В конце 1880-х годов жители Нижней Вереи решили построить отдельный храм в своей деревне. К 1890 году храм деревянный был отстроен и освящен во имя святого Николая Чудотворца. Приход состоял из села Нижней Вереи и деревни Старой Вереи, в которых по клировым ведомостям числилось 598 мужчин и 616 женщин. В селе имелась школа грамоты, учащихся в 1896 году было 25. В годы Советской Власти в церкви была столовая. На данный момент церковь восстановлена по выходным идёт служба. 
Деревня Старая Верея на карте Менде Владимирской губернии 1850 года примыкала к Нижней Вереи с севера. Население Старой Вереи в 1859 году — 335 жит. Позднее деревня вошла в состав села Нижняя Верея.
В конце XIX — начале XX века Нижняя Верея — крупное село в составе Шиморской волости Меленковского уезда Владимирской губернии. 
С 1929 года село являлось центром Нижневерейского сельсовета в составе Выксунского района. С 2011 года — в составе городского округа город Выкса.

## Население
| 1859 | 1897 | 1905 | 1999 | 2002 | 2010 |
| ---- | ---- | ---- | ---- | ---- | ---- |
| 308  | ↗761 | ↗868 | ↘816 | ↘815 | ↘792 |